# Hans Selye
Hans Hugo Bruno Selye, CC, (em húngaro: Selye János) (Viena, Áustria-Hungria; 26 de janeiro de 1907 — Montreal, Quebéc, Canadá; 16 de outubro de 1982) foi um endocrinologista de etnicidade húngara, nascido na antiga Áustria-Hungria.

## Vida
Formou-se doutor em medicina e química na cidade de Praga, na atual República Checa, em 1929. Foi para os Estados Unidos onde trabalhou na Universidade Johns Hopkins em 1931. Mais tarde, foi para a Universidade McGill em Montreal, no Canadá, onde iniciou seus estudos sobre a questão do stress em 1936, e depois ingressou na Universidade de Montreal em 1945. Hans Selye foi o primeiro a pesquisar seriamente o stress na década de 1930. Ele observou que organismos diferentes apresentam um mesmo padrão de resposta fisiológica para estímulos sensoriais ou psicológicos, e isso teria efeitos nocivos em quase todos os órgãos, tecidos e processos metabólicos.
Em 1968, foi feito membro da Ordem do Canadá.

## Publicações
- "A Syndrome Produced by Diverse Nocuous Agents" - 1936 article by Hans Selye from The journal of neuropsychiatry and clinical neurosciences
- The Stress of Life. New York: McGraw-Hill, 1956, ISBN 978-0070562127
- Selye, H. (7 de outubro de 1955). «Stress and disease». Science. 122 (3171): 625–631. Bibcode:1955Sci...122..625S. PMID 13255902. doi:10.1126/science.122.3171.625
- From Dream to Discovery: On being a scientist. New York: McGraw-Hill 1964, ISBN 978-0405066160
- Hormones and Resistance. Berlin; New York: Springer-Verlag, 1971, ISBN 978-3540054115
- Stress Without Distress. Philadelphia: J. B. Lippincott Co., c1974, ISBN 978-0397010264